# Muhammadqodir Abdullayev
Muhammadqodir Muhammadyoqubovich Abdullayev (ur. 15 listopada 1973) – uzbecki bokser, mistrz olimpijski (Sydney 2000) i świata (Houston 1999) w boksie amatorskim w kategorii lekkopółśredniej.  Od 2001 roku walczy zawodowo w kategoriach lekkopółśredniej i półśredniej. 
Pierwszą zawodową walkę stoczył 6 kwietnia 2001 roku w kategorii półśredniej. Wygrał kolejnych 11 walk zawodowych. Pierwszą porażkę poniósł 3 czerwca 2003 roku. Jego przeciwnik Emmanuel Clottey znokautował go w ostatniej rundzie. Po tej porażce wygrał 4 walki z rzędu, dzięki czemu otrzymał szansę zmierzenia się o mistrzostwo świata World Boxing Organization w wadze lekkopółśredniej z Miguelem Angelem Cotto. 11 czerwca 2005 roku w Madison Square Garden Uzbek przegrał przez techniczny nokaut w dziewiątej  rundzie. 
Po kolejnej porażce z Andrijem Kotelnykiem w listopadzie 2005 roku Abdullayev przerwał karierę na 4 lata. Wznowił ją w czerwcu 2009 roku.